# Trigatrón

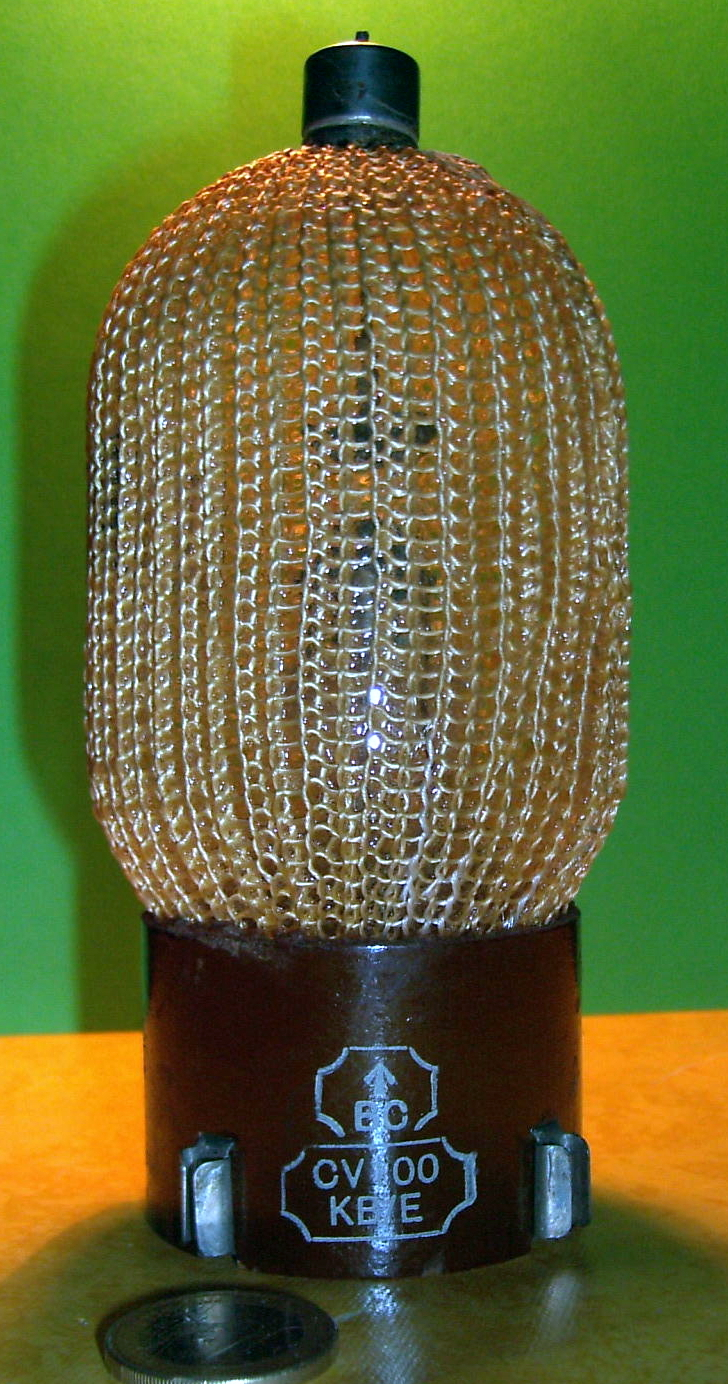
CV100.

El trigatrón consiste en un válvula de disparo empleada para potencias muy elevadas. Data de la Segunda Guerra Mundial, cuando se empleó en los radares para excitar los magnetrones que generaban la RF.
Conceptualmente, es una válvula muy simple, una de las pocas que puede construir uno en su casa. No requiere vacío; es más, en el vacío no funciona. Se basa en tener un gas a presión (aunque a presión ambiental también funciona) y dos electrodos cercanos, pero suficientemente separados para que, conectados a alta tensión, no se produzca una chispa. Un tercer electrodo —de disparo— se halla próximo a uno de ellos, de tal forma que un pulso aplicado al mismo cree una ionización —chispa— entre el electrodo de disparo y el más próximo. Una vez que se inicia la ionización del gas, aparece un camino de baja resistencia entre los dos electrodos principales, que produce una fuerte descarga entre ellos, pudiendo ser de varios KA. Una vez que el trigatrón se dispara ya no se puede cortar hasta que la tensión entre sus electrodos principales baja de cierto umbral.
Los disparos sucesivos del trigatrón van fundiendo y corroyendo los electrodos, por lo que es un dispositivo de vida muy limitada. La composición del gas y los electrodos se elige para tener una resistencia baja en conducción, a la vez que una vida larga del dispositivo.
Los trigatrones utilizados en la Segunda Guerra Mundial contenían mezclas de argón a alta presión. Para minimizar el riesgo de explosión, iban envueltos en una camisa de red. En la foto se muestra el CV100, de 250 kW de potencia y vida de unas 2000 horas.
Pese a lo que pueda parecer, la capacidad de disparar altas potencias (60 KV, 250 KA) de los trigatrones les ha permitido sobrevivir hasta hoy, con modelos disparados por pulsos como se describe arriba y modelos disparados por láser.